# ダリウス・モリス
ダリアス・モリス  (Darius Aaron Morris 1991年1月3日 - 2024年5月2日以前) は、アメリカ合衆国・カリフォルニア州ロサンゼルス出身のバスケットボール選手。ポジションはポイントガード。

## 来歴
ロサンゼルスの高校からミシガン大学に進学し、2010-2011シーズンには同大学の歴代2位となるシーズン235アシストを記録し、BIG-10の3rdチームにも選出されたモリスは、2011年のNBAドラフトにアーリーエントリーを表明 。ドラフトでは41位で地元のロサンゼルス・レイカーズから指名された。ロサンゼルス出身の "地元出身選手" として、地元ファンから人気を博したが、1年目は19試合の出場に止まり、2012-2013シーズンはスティーブ・ナッシュに控えとして48試合の出場機会を得たものの、2013年のオフにはクオリファイング・オファーの提示を受けることが出来ず、完全FAとなった。
2013-2014シーズンは、開幕当初はフィラデルフィア・76ersに所属していたものの、 マイケル・カーター＝ウィリアムスやトニー・ローテンとの争いに敗れ、2013年11月20日に解雇。その後2014年に入り、ロサンゼルス・クリッパーズやメンフィス・グリズリーズと10日間契約を結ぶも、定着することは出来ず、3月17日にヒューストン・ロケッツ傘下のリオグランデバレー・バイパーズと契約し、残りシーズンを過ごした。
2014年のNBAサマーリーグには、サンアントニオ・スパーズの一員として参加。2014-2015シーズンは、ポートランド・トレイルブレイザーズのシーズンキャンプに参加するも、開幕前に解雇。12月11日にブルックリン・ネッツと契約。38試合に出場したものの、シーズン終了後に解雇された。
2015-2016シーズンは、無所属の状態が続いたが、2016年3月29日に再びリオグランデバレー・バイパーズと契約し、3試合に出場した。
2024年5月2日にロサンゼルス都市圏で遺体が発見された。週内に死去したと見られる。33歳没。